# Усрушана
Усрушана (на персийски: اسروشنه) е историческа област в Централна Азия, на територията на днешните Узбекистан, Таджикистан и Киргизстан.
Усрушана е разположена между горното течение на Сърдаря на север, проходите към Ферганската долина на изток, Хисарския хребет на юг и Согдиана на запад. Между IV и IX век в областта съществува държава, зависима в продължителни периоди от ефталитите, Тюркския каганат и Абасидския халифат. През 893 година е окончателно присъединена към държавата на Саманидите.